# Bokor
Bokor je obec v severním Maďarsku, patří do župy Nógrád. Žije zde 91 obyvatel.

## Poloha obce

### Sousední obce
| Růžice kompasu | Herencsény | Kutasó |  | Růžice kompasu |
| Růžice kompasu | Sever      |        |  | Růžice kompasu |
| Růžice kompasu | Bokor      |        |  | Růžice kompasu |
| Růžice kompasu | Jih        |        |  | Růžice kompasu |
| Růžice kompasu | Buják      |        |  | Růžice kompasu |